# 尹昶重

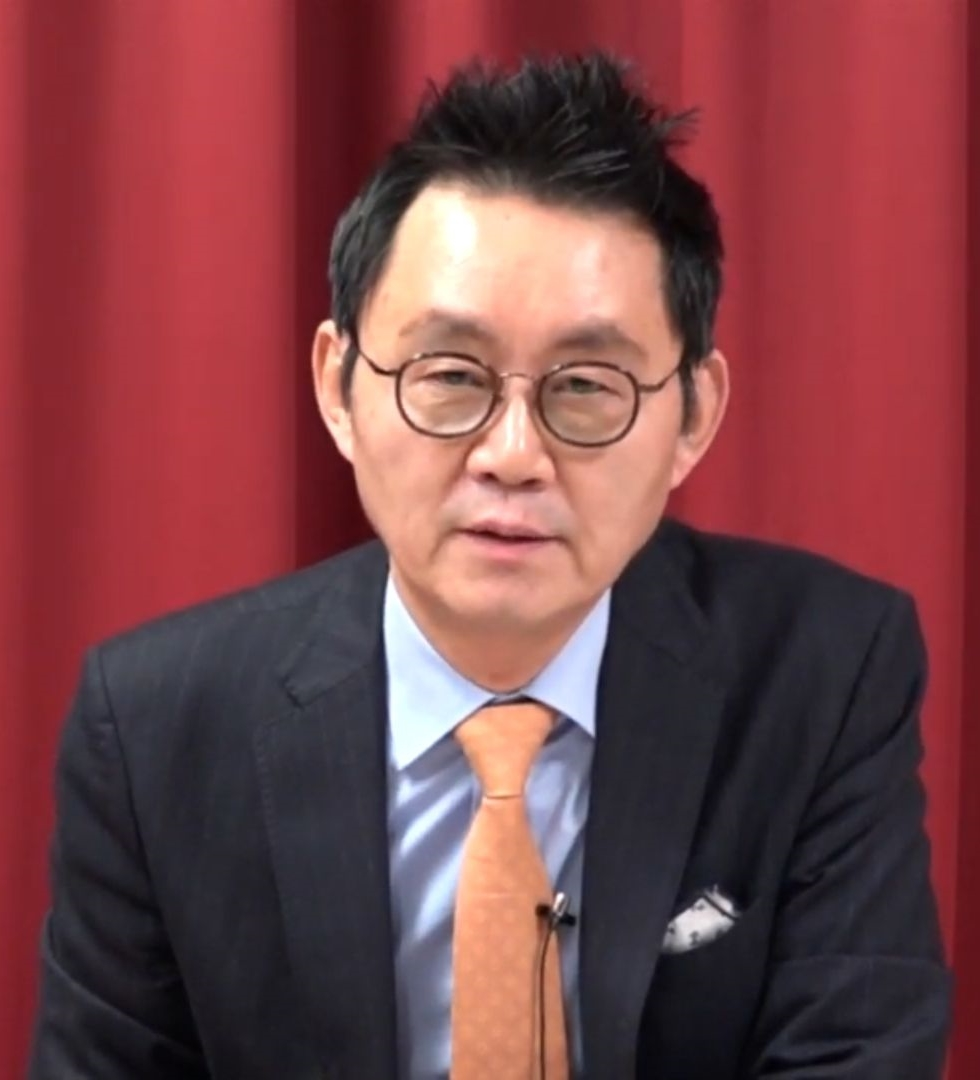
尹昶重

尹 昶重（ユン・チャンジュン、윤창중、1956年7月17日 - ）は、大韓民国のジャーナリスト。朴槿恵政権で大統領秘書室報道官を務めたが、最初の大統領訪米でセクハラ事件が明らかになり、罷免された。

## 来歴
大韓民国の忠清南道論山邑にて誕生。本貫は坡平尹氏。1975年に京東高等学校を卒業。1982年に高麗大学校化学科を卒業。韓国日報、韓国放送公社、世界日報、文化日報で記者として勤務。2002年の大統領選挙ではハンナラ党候補李会昌の言論補佐役を務めた。2007年に中央選挙管理委員会の選挙諮問委員、2009年に新聞放送編集人協会の副会長を務めた。「尹昶重 コラム世事」というブログを運営し、コラムニストとして活動。2012年12月、次期大統領に当選した朴槿恵の首席報道官に内定。その後2013年2月24日、大統領秘書室報道官に内定した。

### 猥褻事件
朴槿恵大統領が訪米中の2013年5月8日、尹昶重は在米大使館に勤務する韓国系アメリカ人の女性インターン通訳に対してセクシャルハラスメント行為をし、警察の調査を受けた。この問題で尹昶重は急遽韓国に帰国。韓国大統領府は「高位公職者として不適切な行動を見せ、国家の品位を傷つけた」とし、尹昶重は2013年5月9日に大統領秘書室報道官を更迭された。2013年7月20日、ワシントンDC警察は、尹昶重に対して逮捕状を請求した。
同事件は、中国国営の新華社通信が選んだ2013年の世界8大屈辱事件の二番目に選ばれた。また「尹昶重、セクハラ」のキーワードは、韓国のgoogle年間検索ランキングでも6位に入った。文在寅大統領は「政府と公共機関が率先して変わり、模範を示さなければならない。組織的な隠ぺいや2次被害が発生した場合は、加害者だけでなく機関トップや長官の責任も厳しく問う」と語っていたのに2017年9月に随行した公務員が同様の事件を起こしたが2018年に軽い処分をして事件を公表せずに隠蔽していたことが発覚したため、朝鮮日報は批判している。

## 学歴
- 1975年 - 京東高等学校卒業
- 1982年 - 高麗大学校化学科学士
- 2002年 - 高麗大学校政策大学院国際関係学科政治学修士（国際関係）
- 2003年 - 中央大学校大学院政治外交学博士課程修了

## 著書
- 『金泳三大統領と青瓦台の人々』（1994年）
- 『盧武鉉の不正規軍時代』（2005年）
- 『泥酔した権力』（2007年）
- 『青瓦台の裏山に再び上がれ』（2008年）
- 『政治痛嘆する』（2010年）
- 『知性の切開』（2011年）
- 『国民が政治を荒らす』（2012年）